# Nắng chiều (phim)
Nắng chiều là một bộ phim điện ảnh tình cảm, có phần lãng mạn của đạo diễn Lê Mộng Hoàng, ra mắt năm 1973.

## Nội dung
Truyện phim kể về mối tình đầy trắc trở của một cô thôn nữ tên Hiền (Thanh Nga) với anh chàng Trung úy tên Thái quân lực (Hùng Cường). Họ yêu nhau từ buổi đầu gặp gỡ trên bến sông, thế nhưng cô em họ là Cúc (Phương Hồng Ngọc) lại ganh ghét, tìm cách chinh phục anh lính. Vì không được chàng đoái hoài tới, cô ta đã thuê mướn bọn lưu manh chặn đường cô thôn nữ rồi cưỡng bức (nhưng bất thành). Tủi nhục, cô bỏ lên chùa đi tu mong vơi đi nỗi thương đau. Khi chàng trai về, biết được việc Hiền bị Cúc hãm hại, bèn lên chùa kiếm người yêu, nhưng Hiền né tránh, không dám gặp lại vì nghĩ mình không còn xứng đáng nữa. Nhưng rồi bằng tình yêu của chàng trai, sự giúp đỡ của chú (Cha Cúc) và sự hối hận của cô em gái, đã đưa cô gái rời cửa Phật để trở về với người mình yêu, hạnh phúc bên nhau.

## Diễn viên
- Hùng Cường
- Thanh Nga
- Phương Hồng Ngọc[2]
- Ngọc Phu
- Văn Giai
- Túy Hoa
- Tùng Lâm

## Ê-kíp
- Ánh sáng: Tôn Ngọc Lương, Đàn Tân
- Hóa trang: Tống Thanh
- Phục trang: Lưu Phi

## Nhạc phim
- Mộng dưới hoa

Sáng tác: Phạm Đình Chương
Thể hiện: Hùng Cường
- Nắng chiều

Sáng tác: Lê Trọng Nguyễn
Thể hiện: Hùng Cường

## Giải thưởng
| Năm  | Lễ trao giải            | Hạng mục                | Đối tượng | Kết quả   | Nguồn       |
| ---- | ----------------------- | ----------------------- | --------- | --------- | ----------- |
| 1974 | Đại hội Điện ảnh Á châu | Diễn viên xuất sắc nhất | Thanh Nga | Đoạt giải | [ 3 ] [ 4 ] |